# إليشا سكوت
إليشا سكوت (بالإنجليزية: Elisha Scott)‏ (و. 1894 – 1959 م) هو لاعب كرة قدم، ومدرب كرة قدم، من أيرلندا الشمالية، ولد في بلفاست، يلعب كحارس مرمى، توفي في بلفاست، عن عمر يناهز 65 عاماً.

## روابط خارجية
- إليشا سكوت على موقع قاعدة بيانات كرة القدم.إي يو (الإنجليزية)
- إليشا سكوت على موقع ناشيونال فوتبول تيمز (الإنجليزية)